# بشارة واكيم
بشارة واكيم (5 مارس 1890 - 30 نوفمبر 1949)، ممثل ومخرج مصري.

## نشاته وحياته
ولد بشارة في حي الفجالة بالقاهرة في 5 مارس عام 1890 واسمه الحقيقي هو بشارة يواقيم تعلم في مدرسة الفرير بالخرنفش، في عام 1917 تخرج من مدرسة الحقوق، بدأ عمله عضوا في فرقة عبد الرحمن رشدي ثم عضوًا في فرقة جورج أبيض ثم فرقة رمسيس مع الفنان المصري يوسف وهبي ثم كوّن فرقة فيما بعد. ولقد عمل بشارة واكيم أكثر من 381 فيلم ومسرحية.
وكان مفترض ان يسافر بعد تخرجهِ من مدرسة الحقوق إلى بعثة لدراسة الحقوق في فرنسا، لكن اندلاع الحرب العالمية الأولى حال دون ذلك، فلم يسافر، وصار محاميًا يرافع في المحاكم المختلطة يترافع فيها باللغة الفرنسية، وبعد مرور عامين قرر ترك مهنة المحاماة، ليباشر بعدها للعمل في الوسط الفني ليصبح واحد من أهم ممثلي مصر في عصرهِ.
واجه بشارة الرفض من قبل عائلته حيث رفضت تركه لمهنة المحاماة وعمله في مجال التمثيل والفن، وعندما انضم بشارة إلى فرقة جورج أبيض اضطرته أحد مشاهد التمثيل إلى حلق شاربه، فطرده أخوه الأكبر من البيت لأنه رأى أنهُ تخلى عن رمز الرجولة ليعمل مشخصاتي ، واُضطر إلى المبيت في احد ردهات المسرح.

## عالم المسرح
عمل بشارة بعد ذلك مع الفنان يوسف وهبي في فرقته وكونا ثنائي كوميدي، جعلهم من أكثر الفرق المسرحية رواجًا، بعدها عمل مع الفنانة منيرة المهدية، ليلتحق بعد ذلك بفرقة الفنان نجيب الريحاني فيما بعد وشارك في مسرحية قسمتي، ومسرحية الدنيا على كف عفريت، والمسرحية الأشهر حسن ومرقص وكوهين.

## عالم السينما
اشتهر في السينما، فبدأ بشارة واكيم أول أعماله السينمائية منذ عهد السينما الصامتة وذلك بفيلم "برسوم يبحث عن وظيفة" عام 1923، وتوالت أعماله في السينما، فشارك في عدد كبير من الافلام مثل: لعبة الست، لو كنت غني، ليلي بنت الفقراء، قلبي دليلي، غرام وانتقام.

## أصلهُ
أشيع عنهُ أنهُ من أصول شامية، وهي معلومة غير صحيحة، فإتقانه اللهجة الشامية ببراعة جعل الكثيرين يعتقدون أن لهُ أصول شامية، لكن حقيقة الأمر أنه مصري الأصل والنسب، وكان دائم الاختلاط والصداقات بجيرانهِ الشوام بمنطقة الفجالة، كما كان دائم السفر لبلاد الشام ما أكسبه اللهجة بسهولة.

## اتقانهِ اللغة العربية وحفظهِ للقرآن
وكان الفنان بشارة يتقن اللغة الفرنسية، مما ساعده فى ترجمة وتعريب العديد من المسرحيات الغربية، كما كان يتقن اللغة العربية، وحرص على دراستها وهو ما دفعه لحفظ القرآن، وهو ما ساعده في هوايته بكتابة الشعر الموزون، ولقد نصحهُ أنور وجدي بكتابة ونشر أشعاره في ديوان مطبوع، لكنه رفض معتبرا هذه القصائد أمرً خاصا به.

## عزوفهِ عن الزواج
لم يتزوج بشارة واكيم، ويذكر أنه ارتبط في شبابه بابنة الجيران ورفض أهلها ارتباطها بهِ بسبب عمله في التمثيل، كما أحب الفنانة ماري منيب في بداياتهِ وبداياتها الفنية، لكنها لم تبادله الحب وتزوجت بآخر، فعزف واكيم عن الزواج.

## وفاته
أصيب بالشلل المؤقت أثناء عملهِ وخلال مشاركته مع الفنان نجيب الريحاني بمسرحية "الدنيا لما تضحك"، ورغم ذلك لم يلتزم بنصائح الطبيب بملازمة الفراش وظل يذهب يوميا للمسرح وقد أقنع الطبيب قائلا: "إذا تركتموني أذهب إلى المسرح يومياً للفرجة، فسوف تتقدم صحتي"، وبالفعل سمحوا لهُ بالذهاب إلى المسرح يوميًا لمدة ساعة واحدة وتحسنت حالته الصحية، إلى أن توفي وهو يمسك بأوراق مسرحية جديدة، استعدادا لتمثيلها، في 30 نوفمبر عام 1949 عن عمر يناهز 59 عامًا.

## من أعماله
| السنة | الأفلام |
| ----- | --- |
| 1923  | برسوم يبحث عن وظيفة |
| 1928  | تحت سماء مصر |
| 1934  | ابن الشعب |
| 1935  | الدفاع |
| 1936  | أنشودة الراديو - بسلامته عايز يتجوز |
| 1940  | فتاة متمردة - صرخة في الليل - الباشمقاول - أصحاب العقول |
| 1941  | عريس من إسطنبول - صلاح الدين الأيوبي - انتصار الشباب - الفرسان الثلاثة - ليلى بنت المدارس - ليلى بنت الريف |
| 1942  | أحلام الشباب - العريس الخامس - بحبح في بغداد - ليلى - ابن البلد - أحب الغلط - لو كنت غني - بنت ذوات - ليلة الفرح |
| 1943  | كليوباترا - قضية اليوم - نداء القلب - وادي النجوم - الطريق المستقيم - رابحة - بنت الشيخ |
| 1944  | غرام وانتقام - كدب في كدب - تحيا الستات - شهداء الغرام - سيف الجلاد - الأبرياء - وحيدة - عريس الهنا - طاقية الإخفاء - حنان - البؤساء - رصاصة في القلب |
| 1945  | أول الشهر - الحظ السعيد - الجنس اللطيف - الصبر طيب - قصة غرام - الفنان العظيم - قلوب دامية - الحب الأول - البني آدم - الآنسة بوسة - جمال ودلال - الفلوس - ليلة الحظ - ليلى بنت الفقراء - أحلام الحب - كازينو اللطافة - حسن وحسن - البيه المزيف - ليلة الجمعة |
| 1946  | ليلى بنت الأغنياء - سر أبي - لست ملاكا - ملاك الرحمة - لعبة الست - عروسة للإيجار - هدمت بيتي - صاحب بالين - مجد ودموع - المغني المجهول - غرام بدوية - رجل المستقبل - عودة طاقية الإخفاء - الماضي المجهول - أم السعد - الغيرة                                 |
| 1947  | ابن الشرق - البريمو - لبناني في الجامعة - القاهرة بغداد - قبلني يا أبي - قلبي دليلي - قلبي وسيفي - القناع الأحمر - غني حرب - المنتقم - نور من السماء - أنا ستوتة - العقل في أجازة - عروسة البحر - معروف الإسكافي - كنز السعادة                               |
| 1948  | طلاق سعاد هانم - خلود - أميرة الجزيرة - حياة حائرة - عنبر - سكة السلامة |
| 1949  | حلم ليلة |

## روابط خارجية
- بشارة واكيم على موقع IMDb (الإنجليزية)
- بشارة واكيم على موقع الدهليز
- بشارة واكيم على موقع قاعدة بيانات الأفلام العربية
- بشارة واكيم على موقع ألو سيني (الفرنسية)
- بشارة واكيم على موقع قاعدة بيانات الفيلم (الإنجليزية)
- بشارة واكيم على موقع كينوبويسك (الروسية)